# 청파초등학교 외연도분교
청파초등학교 외연도분교는 대한민국 충청남도 보령시에 있는 공립 초등학교이다.

## 학교 연혁
- 1943년 7월 15일: 광명국민학교 외연도분교장 개교
- 1948년 1월 10일: 오천국민학교 외연도분교장으로 변경
- 1963년 3월 1일: 녹도국민학교 외연도분교장으로 변경
- 1966년 3월 4일: 외연도국민학교로 승격 개교
- 2023년 3월 1일: 청파초등학교 외연도분교장으로 개편

## 참고 자료
- 청파초등학교 외연도분교 - 한국교육학술정보원 학교알리미